# Heurística de disponibilidade
A heurística da disponibilidade, também conhecida como viés da disponibilidade, é um atalho mental que se baseia em exemplos imediatos que vêm à mente de uma determinada pessoa ao avaliar um tópico, conceito, método ou decisão. A heurística da disponibilidade opera na noção de que se algo pode ser lembrado, deve ser importante, ou pelo menos mais importante do que soluções alternativas que não são tão prontamente lembradas. Subsequentemente, sob a heurística da disponibilidade, as pessoas tendem a valorizar enormemente informações mais recentes em seus julgamentos, formando opiniões tendenciosas, tratando as notícias mais recentes como mais importantes.
A disponibilidade de consequências associadas a uma ação está positivamente relacionada às percepções da magnitude das consequências dessa ação. Em outras palavras, geralmente quanto mais fácil é lembrar as consequências de algo, maiores essas consequências parecem ser. Mais notavelmente, as pessoas costumam confiar no conteúdo de sua recordação se suas implicações não forem questionadas pela dificuldade que experimentam em trazer à mente o material relevante.

## Visão geral e história
No final dos anos 1960 e início dos 1970, Amos Tversky e Daniel Kahneman começaram a trabalhar em uma série de artigos examinando "heurísticas e vieses" usados no julgamento quando as pessoas estão incertas. Antes disso, a visão predominante no campo do julgamento humano era que os humanos são atores racionais. Kahneman e Tversky explicaram que o julgamento sob incerteza muitas vezes depende de um número limitado de heurísticas de simplificação, em vez de processamento algorítmico extenso. Logo, essa ideia se espalhou para além da psicologia acadêmica, no direito, na medicina e na ciência política. Esta pesquisa questionou a adequação descritiva de modelos idealizados de julgamento e esclareceu os processos cognitivos que explicam o erro humano sem invocar a irracionalidade motivada. Uma estratégia simplificadora em que as pessoas podem confiar é a tendência de fazer um julgamento sobre a frequência de um evento com base em quantas ocorrências semelhantes são trazidas à mente. Em 1973, Amos Tversky e Daniel Kahneman estudaram esse fenômeno pela primeira vez e o rotularam de "heurística da disponibilidade". A heurística da disponibilidade é um atalho mental que se baseia em exemplos imediatos que vêm à mente de uma determinada pessoa ao avaliar um tópico, conceito, método ou decisão. As pessoas tendem a usar um fato prontamente disponível para basear suas crenças sobre um conceito comparativamente distante. Muitas pesquisas foram feitas com essa heurística, mas os estudos sobre o assunto ainda são questionáveis no que diz respeito ao processo subjacente. Estudos ilustram que as manipulações destinadas a aumentar a experiência subjetiva de facilidade de recordação também podem afetar a quantidade de recordação. Ademais, isso torna difícil determinar se as estimativas obtidas de frequência, probabilidade ou tipicidade são baseadas nas experiências dos participantes ou em uma amostra enviesada de informações recuperadas.
No entanto, alguns livros escolheram a última interpretação, introduzindo a heurística da disponibilidade como "os julgamentos de alguém são sempre baseados no que vem à mente". Por exemplo, se for perguntado a uma pessoa se há mais palavras na língua inglesa que começam com t ou k, a pessoa provavelmente será capaz de pensar em mais palavras que começam com a letra t, concluindo que t é mais frequente do que k.

## Pesquisa
Chapman (1967) descreveu um viés no julgamento da frequência com que dois eventos co-ocorrem. Essa demonstração mostrou que a coocorrência de estímulos pareados resultou em participantes superestimando a frequência dos pareamentos. Para testar essa ideia, os participantes receberam informações sobre vários pacientes mentais hipotéticos. Os dados de cada paciente consistiam em um diagnóstico clínico e um desenho feito pelo próprio paciente. Posteriormente, os participantes estimaram a frequência com que cada diagnóstico foi acompanhado por várias características do desenho. Os sujeitos superestimaram grandemente a frequência dessa coocorrência (como desconfiança e olhos peculiares). Esse efeito foi denominado correlação ilusória. Tversky e Kahneman sugeriram que a disponibilidade fornece uma explicação natural para o efeito de correlação ilusória. A força da associação entre dois eventos poderia fornecer a base para o julgamento da frequência com que os dois eventos co-ocorrem. Quando a associação é forte, torna-se mais provável concluir que os eventos foram pareados com frequência. Consideraremos que associações fortes ocorreram juntas com frequência.
No primeiro exame de heurística de disponibilidade de Tversky & Kahneman, perguntou aos sujeitos: "Se uma palavra aleatória for retirada de um texto em inglês, é mais provável que a palavra comece com K ou que K seja a terceira letra?" Eles argumentam que as pessoas que falam inglês pensariam imediatamente em muitas palavras que começam com a letra "K" (kangaroo, kitchen, kale), mas seria necessário um esforço maior para pensar em quaisquer palavras em que "K" seja a terceira letra (acknowledge, ask). Os resultados indicaram que os participantes superestimaram o número de palavras que começavam com a letra "K" e subestimaram o número de palavras que tinham "K" como terceira letra. Tversky e Kahneman concluíram que as pessoas respondem a perguntas como essas comparando a disponibilidade das duas categorias e avaliando a facilidade com que podem se lembrar dessas instâncias. Em outras palavras, é mais fácil pensar em palavras que começam com "K" do que palavras com "K" como terceira letra. Assim, as pessoas consideram as palavras que começam com "K" uma ocorrência mais comum. Na realidade, entretanto, um texto típico contém duas vezes mais palavras que têm "K" como terceira letra do que "K" como primeira letra. Existem três vezes mais palavras com "K" na terceira posição do que palavras que começam com "K".
No artigo seminal de Tversky e Kahneman, eles incluem descobertas de vários outros estudos, que também mostram suporte para a heurística de disponibilidade. Além de suas descobertas no estudo do "K", eles também descobriram:
Quando os participantes viram duas estruturas visuais e foram solicitados a escolher a estrutura que tinha mais caminhos, os participantes viram mais caminhos na estrutura que tinham caminhos mais óbvios disponíveis. Na estrutura que os participantes escolheram, havia mais colunas e caminhos óbvios mais curtos, tornando-a mais disponível para eles. Quando os participantes eram solicitados a concluir tarefas que envolviam estimativa, eles frequentemente subestimavam o resultado final. Os participantes baseavam sua estimativa final em uma primeira impressão rápida do problema. Os participantes tiveram dificuldades principalmente quando os problemas consistiam em várias etapas. Isso ocorreu porque os participantes baseavam suas estimativas em uma impressão inicial. Os participantes não consideraram a alta taxa de crescimento nas etapas posteriores devido à impressão que formaram nas etapas iniciais. Isso foi mostrado novamente em uma tarefa que pedia aos participantes para estimar a resposta de uma tarefa de multiplicação, na qual os números eram apresentados como 1x2x3x4x5x6x7x8 ou 8x7x6x5x4x3x2x1. Os participantes que foram apresentados à equação com os números maiores primeiro (8x7x6...), estimaram um resultado significativamente maior do que os participantes com os números menores primeiro (1x2x3...). Os participantes tiveram um curto período de tempo para fazer a estimativa, portanto, os participantes basearam suas estimativas no que estava facilmente disponível, que, neste caso, eram os primeiros números da sequência.

## Explicações
Muitos pesquisadores tentaram identificar o processo psicológico que causa a heurística da disponibilidade.
Tversky e Kahneman argumentam que o número de exemplos lembrado é usado para inferir a frequência com que tais ocorrências ocorrem. Em um experimento para testar essa explicação, os participantes ouviram listas de nomes contendo 19 mulheres famosas e 20 homens menos famosos ou 19 homens famosos e 20 mulheres menos famosas. Posteriormente, alguns participantes foram solicitados a recordar tantos nomes quanto possível, enquanto outros foram solicitados a estimar se nomes masculinos ou femininos eram mais frequentes na lista. Os nomes das celebridades famosas eram lembrados com mais frequência em comparação com os das celebridades menos famosas. A maioria dos participantes julgou incorretamente que o gênero associado a nomes mais famosos foi apresentado com mais frequência do que o gênero associado a nomes menos famosos. Tversky e Kahneman argumentam que embora a heurística de disponibilidade seja uma estratégia eficaz em muitas situações, ao julgar a probabilidade, o uso desta heurística pode levar a padrões previsíveis de erros.
Schwarz e seus colegas, por outro lado, propuseram a explicação da facilidade de recuperação, na qual a facilidade com que os exemplos vêm à mente, não o número de exemplos, é usado para inferir a frequência de uma dada classe. Em um estudo realizado por Schwarz e colegas para testar sua explicação, os participantes foram solicitados a lembrar de seis ou doze exemplos de seus comportamentos assertivos ou muito pouco assertivos. Posteriormente, os participantes foram solicitados a avaliar sua própria assertividade. O pré-teste indicou que, embora a maioria dos participantes fosse capaz de gerar doze exemplos, essa era uma tarefa difícil. Os resultados indicaram que os participantes se classificaram como mais assertivos após descreverem seis exemplos de condição de comportamento assertivo em comparação com a de não assertivo, mas se classificaram como menos assertivos após descrever doze exemplos de condição de comportamento assertivo em comparação com não assertivo. O estudo refletiu que o grau de impacto do conteúdo recuperado no julgamento foi determinado pela facilidade com que o conteúdo poderia ser trazido à mente (era mais fácil lembrar 6 exemplos do que 12), em vez da quantidade de conteúdo trazida à mente.
A pesquisa de Vaugh (1999) analisou os efeitos da incerteza no uso da heurística da disponibilidade. Estudantes universitários foram solicitados a listar três ou oito métodos de estudo diferentes que eles poderiam usar para obter um A em seus exames finais. Os pesquisadores também escolheram o tempo durante o semestre em que pediriam aos alunos para preencherem o questionário. Aproximadamente metade dos participantes foram questionados sobre seus métodos de estudo durante a terceira semana de aulas, e a outra metade foi questionada no último dia de aula. Em seguida, os participantes foram solicitados a avaliar a probabilidade de obterem um A nas aulas mais fáceis e nas mais difíceis. Os participantes foram então solicitados a classificar a dificuldade que experimentaram em relembrar os exemplos que haviam listado anteriormente. Os pesquisadores levantaram a hipótese de que os alunos usariam a heurística da disponibilidade, com base no número de métodos de estudo listados, para prever sua nota apenas quando questionados no início do semestre e perto de suas provas finais mais difíceis. Não havia expectativa que os alunos usassem a heurística de disponibilidade para prever suas notas no final do semestre ou perto de suas provas finais mais fáceis. Os pesquisadores previram esse uso de heurística da disponibilidade porque os participantes ficariam incertos sobre seu desempenho ao longo do semestre. Os resultados indicaram que os alunos utilizaram a heurística da disponibilidade, baseada na facilidade de recordação dos métodos de estudo que listaram, para prever o seu desempenho quando questionados no início do semestre e perto de suas provas finais mais difíceis. Se o aluno listasse apenas três métodos de estudo, eles previram uma nota mais alta no final do semestre apenas na prova final mais difícil. Se os alunos listassem oito métodos de estudo, teriam mais dificuldade em relembrar os métodos e, portanto, previram uma nota final mais baixa em sua prova final mais difícil. Os resultados não foram vistos na condição de prova final fácil porque os alunos tinham certeza de que obteriam um A, independentemente do método de estudo. Os resultados apoiaram essa hipótese e evidenciaram o fato de que os níveis de incerteza afetam o uso da heurística da disponibilidade.

## Aplicações

### Mídia
Depois de ver notícias sobre abduções de crianças, as pessoas podem julgar que a probabilidade desse evento é maior. A cobertura da mídia pode ajudar a alimentar o viés de exemplo de uma pessoa com uma cobertura ampla e abrangente de eventos incomuns, como homicídio ou acidentes aéreos, e menos cobertura de eventos mais rotineiros e menos sensacionais, como doenças comuns ou acidentes de carro. Por exemplo, quando solicitadas a classificar a probabilidade de uma variedade de causas de morte, as pessoas tendem a classificar eventos "dignos de notícia" como mais prováveis porque podem recordar mais prontamente um exemplo da memória. Além disso, eventos incomuns e vívidos como homicídios, ataques de tubarão ou relâmpagos são relatados com mais frequência na mídia popular do que causas comuns e não sensacionais de morte, como doenças comuns.
Por exemplo, muitas pessoas pensam que a probabilidade de morrer por ataques de tubarão é maior do que morrer atingido por peças de avião em queda, quando na verdade mais pessoas morrem por causa da queda de peças de avião. Quando ocorre um ataque de tubarão, as mortes são amplamente divulgadas na mídia, ao passo que as mortes causadas por partes de um avião em queda raramente são relatadas na mídia.
Em um estudo de 2010 que explorou como as imagens nítidas da televisão são usadas na formação de julgamentos da realidade social, as pessoas que assistiam à mídia violenta e vívida deram estimativas mais altas da prevalência do crime e da imoralidade policial no mundo real do que aquelas não expostas à televisão nítida. Esses resultados sugerem que a violência na televisão de fato tem um impacto causal direto nas crenças da realidade social dos participantes. A exposição repetida à violência intensa leva a um aumento nas estimativas de risco das pessoas sobre a prevalência do crime e da violência no mundo real. Contrariando essas descobertas, pesquisadores de um estudo semelhante argumentaram que esses efeitos podem ser devido aos efeitos de novas informações. Os pesquisadores testaram o efeito da nova informação, mostrando filmes que descrevem eventos dramáticos de risco e medindo sua avaliação de risco após o filme. Ao contrário da pesquisa anterior, não houve efeitos de longo prazo na percepção de risco devido à exposição a filmes dramáticos. No entanto, o estudo encontrou evidências de efeitos idiossincráticos dos filmes - ou seja, as pessoas reagiram imediatamente após os filmes com crenças de risco aumentadas ou diminuídas, que desapareceram após um período de 10 dias.

### Saúde
Pesquisadores examinaram o papel das heurísticas cognitivas no processo de avaliação de risco da AIDS. 331 médicos relataram preocupação com a exposição ao HIV no trabalho e experiência com pacientes que têm HIV. Ao analisar as respostas aos questionários entregues, os pesquisadores concluíram que a disponibilidade de informações sobre a AIDS não estava fortemente relacionada ao risco percebido.
Participantes de um estudo de 1992 leram descrições de casos de pacientes hipotéticos que variavam em sexo e orientação sexual. Esses pacientes hipotéticos apresentaram sintomas de duas doenças diferentes. Os participantes foram instruídos a indicar qual doença eles achavam que o paciente tinha e, em seguida, avaliaram a responsabilidade do paciente e a conveniência da interação. Consistente com a heurística da disponibilidade, foi escolhida a doença mais comum (influenza) ou a mais divulgada (AIDS).

### Negócios e economia
Um estudo buscou analisar o papel da heurística de disponibilidade nos mercados financeiros. Os pesquisadores definiram e testaram dois aspectos da heurística de disponibilidade:
- Disponibilidade de resultado - disponibilidade de resultados de investimento positivos e negativos, e
- Disponibilidade de risco - disponibilidade de risco financeiro.[16]

Em dias de movimentos substanciais do mercado de ações, as reações anormais do preço das ações a subidas são mais fracas do que a quedas. Esses efeitos de disponibilidade ainda são significativos, mesmo após o controle de fatores específicos de evento e de empresa.
Da mesma forma, a pesquisa apontou que, de acordo com a heurística de disponibilidade, os humanos não são confiáveis porque avaliam as probabilidades dando mais peso às informações atuais ou facilmente lembradas em vez de processar todas as informações relevantes. Como as informações sobre o estado atual da economia estão prontamente disponíveis, os pesquisadores tentaram expor as propriedades dos ciclos de negócios para prever o viés da disponibilidade nas previsões de crescimento dos analistas. Eles mostraram que a heurística da disponibilidade desempenha um papel na análise de previsões e influencia os investimentos por causa disso.
Na verdade, os investidores estão usando a heurística da disponibilidade para tomar decisões e, consequentemente, podem estar obstruindo o sucesso de seu próprio investimento. As percepções persistentes de um investidor de um ambiente de mercado difícil podem fazer com que ele veja as oportunidades de investimento por meio de lentes excessivamente negativas, tornando menos atraente assumir riscos de investimento, não importa quão pequenos sejam os retornos sobre investimentos percebidos como "seguros". Para ilustrar, o Global Investor Sentiment Survey 1 anual da Franklin Templeton perguntou aos indivíduos como eles acreditavam que o Índice S&P 500 tinha desempenhado em 2009, 2010 e 2011. 66 por cento dos entrevistados afirmaram acreditar que o mercado estava estável ou em baixa em 2009, 48 por cento disseram mesmo sobre 2010 e 53 por cento também disseram o mesmo sobre 2011. Na realidade, o S&P 500 viu 26,5% de retornos anuais em 2009, 15,1% de retornos anuais em 2010 e 2,1% de retornos anuais em 2011, o que significa que as percepções persistentes baseadas em eventos dramáticos e dolorosos estão afetando a tomada de decisões mesmo quando esses eventos já acabaram.
Além disso, um estudo de Hayibor e Wasieleski descobriu que a disponibilidade de outros que acreditam que um determinado ato é moralmente aceitável está positivamente relacionada às percepções dos outros sobre a moralidade desse ato. Isso sugere que a heurística de disponibilidade também tem um efeito na tomada de decisão ética e no comportamento ético nas organizações.

### Educação
Um estudo feito por Craig R. Fox fornece um exemplo de como a heurística da disponibilidade pode funcionar em sala de aula. Neste estudo, Fox testa se a dificuldade de recordação influencia o julgamento, especificamente com avaliações de cursos entre estudantes universitários. Em seu estudo, ele fez com que dois grupos preenchessem um formulário de avaliação do curso. Ele pediu ao primeiro grupo para escrever duas melhorias recomendadas para o curso (uma tarefa relativamente fácil) e, em seguida, escrever dois pontos positivos sobre a aula. O segundo grupo foi solicitado a escrever dez sugestões onde o professor poderia melhorar (uma tarefa relativamente difícil) e, em seguida, escrever dois comentários positivos sobre o curso. No final da avaliação, os dois grupos foram solicitados a classificar o curso em uma escala de um a sete. Os resultados mostraram que os alunos solicitados a escrever dez sugestões (tarefa difícil) avaliaram o curso de forma menos severa porque era mais difícil para eles se lembrar das informações. A maioria dos alunos no grupo que foram solicitados a escrever 10 sugestões, não escreveram mais do que duas, pois foram incapazes de lembrar de mais ocorrências em que estavam insatisfeitos com a aula. Os alunos solicitados a fazer a avaliação mais fácil com apenas duas reclamações, tiveram menos dificuldade em termos de disponibilidade de informações, por isso avaliaram o curso de forma mais severa.
Um estudo feito testou a memória das crianças e a facilidade de recordação. Eles foram solicitados a aprender uma lista de nomes e, em seguida, relembrar diferentes quantidades. Os pesquisadores descobriram que, quando solicitados a recordar quantidades menores em comparação com quantidades maiores e então perguntaram o que era mais fácil de lembrar. Eles responderam que era a lista mais curta, de acordo com a teoria da heurística da disponibilidade.

### Justiça criminal
A mídia geralmente foca em casos violentos ou extremos, que estão mais facilmente disponíveis na mente do público. Isso pode acontecer quando é hora de o sistema judicial avaliar e determinar a punição adequada para um crime. Em um estudo, os entrevistados avaliaram o quanto concordavam com leis hipotéticas, como por exemplo: "Você apoiaria uma lei que exigisse que todos os infratores condenados por assaltos desarmados cumprissem uma pena mínima de prisão de dois anos?". Os participantes leram casos, avaliaram cada caso e responderam várias perguntas sobre punição. Conforme a hipótese, os entrevistados se lembraram mais facilmente de histórias na memória de longo prazo que continham danos graves, o que parecia influenciar suas escolhas de sentença para punições mais severas. Isso pode ser eliminado adicionando detalhes bem concretos ou contextualmente distintos às histórias de crime com ferimentos menos graves.
Um estudo semelhante pediu a jurados e estudantes universitários que escolhessem sentenças em quatro casos criminais graves nos quais a prisão era um resultado possível, mas não inevitável. Os entrevistados respondendo a perguntas sobre o desempenho do tribunal em uma opinião pública formularam uma imagem do que os tribunais fazem e, em seguida, avaliaram o quão apropriado esse comportamento era. Os entrevistados lembraram de informações públicas sobre crimes e sentenças. Esse tipo de informação é incompleta pois os meios de comunicação apresentam uma seleção de crimes altamente seletiva e não representativa, com foco no violento e extremo, ao invés do comum. Isso faz com que a maioria das pessoas pense que os juízes são muito tolerantes. Mas, quando solicitados a escolher as punições, as sentenças dadas pelos alunos eram iguais ou menos severas do que as dos juízes. Em outras palavras, a heurística da disponibilidade fez as pessoas acreditarem que juízes e jurados eram muito brandos no tribunal, mas os participantes deram sentenças semelhantes quando colocados na posição de juiz, sugerindo que as informações que eles recordaram não eram corretas.
Pesquisadores em 1989 previram que os jurados simulados classificariam uma testemunha como mais enganosa se ela testemunhasse a verdade antes de mentir do que quando a testemunha fosse pega mentindo antes de dizer a verdade. Se a heurística da disponibilidade desempenhasse um papel nisso, mentir por último permaneceria na mente dos jurados (já que era mais recente) e eles provavelmente se lembrariam da testemunha mentindo sobre a veracidade. Para testar a hipótese, 312 estudantes universitários desempenharam o papel de jurados simulados e assistiram a uma fita cassete de uma testemunha depondo durante um julgamento. Os resultados confirmaram a hipótese, pois os jurados simulados foram mais influenciados pelo ato mais recente.

### Risco percebido
Estudos anteriores indicaram que explicar um evento hipotético faz com que o evento pareça mais provável por meio da criação de conexões causais. No entanto, tais efeitos podem surgir através do uso da heurística da disponibilidade; ou seja, a probabilidade subjetiva aumenta quando um evento se torna mais fácil de imaginar.
Um estudo realizado pediu aos participantes que escolhessem entre duas doenças. Os pesquisadores queriam saber qual doença eles achavam que tinha a maior probabilidade de causar morte. No estudo, eles pediram aos participantes que escolhessem entre derrame e asma, qual era o mais letal. Os pesquisadores concluíram que dependia de quais experiências estavam disponíveis para eles. Se eles conhecessem alguém ou ouvissem falar de alguém que morreu de uma dessas doenças, essa seria a doença que eles perceberiam como a mais letal.

### Efeitos de vivacidade
Dois estudos com 108 alunos de graduação investigaram informações vívidas e seu impacto no julgamento social, a heurística da disponibilidade e seu papel na mediação dos efeitos de vivacidade.
No estudo 1, os participantes ouviram uma gravação em fita que descrevia uma mulher que vivia com seu filho de 7 anos. Os sujeitos então ouviram argumentos sobre a aptidão da mulher como mãe e foram solicitados a tirar suas próprias conclusões sobre sua aptidão ou inaptidão. Descobriu-se que a linguagem concreta e colorida influenciava os julgamentos sobre a aptidão da mulher como mãe.
No estudo 2, uma série de nomes masculinos e femininos foi apresentada aos sujeitos; para cada nome, os sujeitos foram informados sobre a afiliação universitária do indivíduo (Yale ou Stanford). Quando alguns nomes foram apresentados, os sujeitos viram simultaneamente uma fotografia que supostamente retratava o indivíduo nomeado. Posteriormente, para avaliar o que os sujeitos conseguiam lembrar (como uma medida de disponibilidade), cada nome foi reapresentado, bem como a fotografia apropriada se tivesse sido originalmente mostrada. O estudo considerou se a exibição ou não exibição de fotografias tendenciou as estimativas dos sujeitos quanto à porcentagem de estudantes de Yale (vs Stanford) na amostra de homens e mulheres cujos nomes apareciam na lista original e se essas porcentagens estimadas estavam causalmente relacionadas à memória dos respondentes para as afiliações universitárias dos alunos individuais na lista. A presença de fotografias afetou os julgamentos sobre a proporção de alunos do sexo masculino e feminino nas duas universidades. Esses efeitos têm sido tipicamente atribuídos à pronta acessibilidade de informações vividamente apresentadas na memória - isto é, à heurística da disponibilidade. Em ambos os estudos, a vivacidade afetou tanto a disponibilidade (capacidade de lembrar) quanto os julgamentos. No entanto, os resultados da modelagem causal indicaram que a heurística de disponibilidade não teve nenhum papel no processo de julgamento.

### Frequência e probabilidade de julgamento
Em geral, a disponibilidade está correlacionada com a frequência ecológica, mas também é afetada por outros fatores. Consequentemente, o uso da heurística da disponibilidade leva a vieses sistemáticos. Esses vieses são demonstrados na frequência avaliada de classes de palavras, de resultados combinatórios e de eventos repetidos. O fenômeno da correlação ilusória é explicado como um viés de disponibilidade.
Na pesquisa original de Tversky e Kahneman (1973), três fatores principais que são discutidos são a frequência de repetição, a frequência de coocorrência e a correlação ilusória. O uso da frequência de repetição ajuda na recuperação de instâncias relevantes. A ideia por trás desse fenômeno é que quanto mais uma instância é repetida dentro de uma categoria ou lista, mais forte se torna a ligação entre as duas instâncias. Os indivíduos então usam a forte associação entre as instâncias para determinar a frequência de uma instância. Consequentemente, a associação entre a categoria ou lista e a instância específica, muitas vezes influencia o julgamento de frequência. A frequência de coocorrência está fortemente relacionada à frequência de repetição, de modo que quanto mais um par de itens se repete, mais forte se torna a associação entre os dois itens, levando a um viés ao estimar a frequência de coocorrência. Devido aos fenômenos de frequência de coocorrência, correlações ilusórias também costumam desempenhar um grande papel.
Outro fator que afeta a heurística da disponibilidade em frequência e probabilidade são os exemplares. Os exemplares são os exemplos típicos que se destacam durante o processo de recordar. Se os participantes fossem questionados sobre qual eles achavam que era o tamanho de conjuntos diferentes (quantos homens e quantas mulheres estão na classe), os participantes usariam exemplares para determinar o tamanho de cada conjunto. Os participantes baseariam suas respostas na facilidade de lembrar dos nomes que se destacaram. Os participantes leram uma lista de nomes de membros de uma classe por 30 segundos e, em seguida, foi perguntado aos participantes a proporção entre homens e mulheres da classe. A resposta do participante dependeria da lembrança de exemplares. Se o participante que leu a lista se lembrou de ter visto nomes masculinos mais comuns, como Jack, mas os únicos nomes femininos na classe eram nomes incomuns, como Deepika, o participante se lembrará de que havia mais homens do que mulheres. O oposto seria verdadeiro se houvesse nomes femininos mais comuns na lista e nomes masculinos incomuns. Devido à heurística da disponibilidade, os nomes que estão mais facilmente disponíveis são mais propensos a serem lembrados e podem, portanto, alterar os julgamentos de probabilidade.
Outro exemplo da heurística da disponibilidade e exemplares seria ver um tubarão no oceano. Ver um tubarão tem um impacto maior na memória de um indivíduo do que ver um golfinho. Se alguém vir tubarões e golfinhos no oceano, terá menos consciência de ver os golfinhos, porque os golfinhos tiveram menos impacto em sua memória. Devido ao maior impacto de ver um tubarão, a heurística da disponibilidade pode influenciar o julgamento de probabilidade da proporção de tubarões e golfinhos na água. Assim, um indivíduo que visse um tubarão e um golfinho presumiria uma proporção maior de tubarões na água, mesmo que na realidade existam mais golfinhos.

## Críticas

### Facilidade de recordação como uma crítica
Uma das primeiras e mais poderosas críticas ao estudo original de Tversky e Kahneman sobre a heurística de disponibilidade foi o estudo de Schwarz et al. que descobriu que a facilidade de lembrar era um componente-chave para determinar se um conceito estava disponível. Muitos estudos, desde essa crítica ao modelo heurístico da disponibilidade original, repetiram essa crítica inicial, de que o fator facilidade de recordação tornou-se uma faceta integral da própria heurística da disponibilidade (consulte a seção Pesquisa).

### Explicações alternativas
Muitas das críticas contra a heurística da disponibilidade afirmam que fazer uso do conteúdo que se torna disponível em nossa mente não se baseia na facilidade de recordação sugerida por Schwarz et al. Por exemplo, pode-se argumentar que lembrar mais palavras que começam com K do que palavras com a terceira letra sendo K pode surgir de como categorizamos e processamos palavras em nossa memória. Se categorizarmos as palavras pela primeira letra e as lembrarmos pelo mesmo processo, isso mostraria mais suporte para a heurística de representantes do que a heurística da disponibilidade. Com base na possibilidade de explicações como essas, alguns pesquisadores afirmam que os estudos clássicos sobre a heurística da disponibilidade são muito vagos, pois não conseguem explicar os processos mentais subjacentes das pessoas. E realmente, um estudo conduzido por Wanke et al. demonstrou que esse cenário pode ocorrer em situações usadas para testar a heurística da disponibilidade.
Uma segunda linha de estudo mostrou que a estimativa de frequência pode não ser a única estratégia que usamos ao fazer julgamentos de frequência. Uma linha de pesquisa recente mostrou que nossa memória operacional situacional pode acessar memórias de longo prazo, e esse processo de recuperação de memória inclui a capacidade de determinar probabilidades mais precisas.